# Vriesea pereziana
Vriesea pereziana är en gräsväxtart som först beskrevs av Éduard-François André, och fick sitt nu gällande namn av Lyman Bradford Smith. Vriesea pereziana ingår i släktet Vriesea och familjen Bromeliaceae.

## Underarter
Arten delas in i följande underarter:
- V. p. canescens
- V. p. pereziana